# Першотравневое (Измаилски район)
Першотравневое (на украински: Першотравневе) е село в южна Украйна, административен център на селски съвет Першотравневое в Измаилски район на Одеска област. Населението му според преброяването през 2001 г. е 2046 души.

## Население

### Езици
Численост и дял на населението по роден език, според преброяването на населението през 2001 г.:
| Роден език | Численост | Дял (в %) |
| Общо       | 2046      | 100.00    |
| Украински  | 1847      | 90.27     |
| Руски      | 67        | 3.27      |
| Молдовски  | 53        | 2.59      |
| Български  | 44        | 2.15      |
| Арменски   | 23        | 1.12      |
| Гагаузки   | 5         | 0.24      |
| Беларуски  | 1         | 0.04      |
| Други      | 6         | 0.29      |